# Куммі
Куммі, Кумма, Куммія, Кумманні — одна з незалежних хуритських держав, що існувала в кінці 3-го - поч. 2-го тис. до н. е. Знаходилося в долині річки Великий Заб, приблизно на кордоні сучасної турецької ілу Хаккярі та Сирії. Вважається, що містом Кумма була античне місто Комана у Каппадокії у сучасній турецькій провінції Адана.
У поч. 16 ст. до н. е. Куммі, поряд з царством Алше, стало основою Мітаннійської держави.
У 14 ст. до н. е. в ході занепаду Мітанні знову стало самостійним царством.
У 13 ст. до н. е. царство потрапило під владу Ассирії.